# 699
| Calendário gregoriano                                                        | 699 DCXCIX                      |
| Ab urbe condita                                                              | 1452                            |
| Calendário arménio                                                           | 148 – 149                       |
| Calendário bahá'í                                                            | -1145 – -1144                   |
| Calendário budista                                                           | 1243                            |
| Calendário chinês                                                            | 3395 – 3396                     |
| Calendário copta                                                             | 415 – 416                       |
| Calendário etíope                                                            | 691 – 692                       |
| Calendários hindus - Vikram Samvat - Calendário nacional indiano - Cáli Iuga | 754 – 755 620 – 621 3799 – 3800 |
| Calendário Holoceno                                                          | 10699                           |
| Calendário islâmico                                                          | 79 – 80                         |
| Calendário judaico                                                           | 4459 – 4460                     |
| Calendário persa                                                             | 77 – 78                         |
| Calendário rúnico                                                            | 949                             |
| Calendário solar tailandês                                                   | 1242                            |

699 (DCXCIX em numeração romana) foi um ano comum do século VII, do calendário juliano, da era de Cristo, teve início a uma quarta-feira, terminou também a uma quarta-feira e a sua letra dominical foi E.
| Ano completo                        |
| ----------------------------------- |
| Ano comum com início à quarta-feira |

## Eventos
- Fundação do Grão-Canato Turguexe na Ásia Central.

## Nascimentos
- 8 de setembro — Abu Hanifa, teólogo e jurista muçulmano  (m. 767).
- Dagoberto III — rei merovíngio a partir de 711  (m. 715).

## Mortes
- 3 de fevereiro — Verburga, santa inglesa  (n. 650).
- 6 de julho — Sexburga de Ely, esposa do rei Earcomberto, rei de Kent, abadessa e santa (n. 620/630).